# Něžovice
Něžovice jsou malá vesnice, část města Milevsko v okrese Písek v jižních Čechách v Jihočeském kraji. Leží asi sedm kilometrů severozápadně od Milevska.
Ve vsi se nachází asi 15 domů, jež z části patří místním usedlíkům a z části rekreantům. Nachází se zde hasičská zbrojnice, požární nádrž, dětské hřiště a zpustošená obecní váha. V Něžovicích nejsou žádné obchody ani restaurace (jednou týdně však dojíždí pojízdná prodejna), není zde zaveden vodovod (lidé čerpají vodu z kopaných a vrtaných studní) ani kanalizace či plyn. Vsí prochází červená turistická značka z Milevska na Karlov a do Petrovic, prochází jí také silnice, která jí spojuje s Dmýšticemi a Přeborovem. V těchto sousedních sídlech se také nachází nejbližší veřejná doprava.

## Historie
První písemná zmínka o vesnici pochází z roku 1488. Ves patřila k majetku milevského kláštera. Pak do roku 1581 byly Něžovice připojeny k panství Zvíkova. Ves, stejně jako nedaleké Hrazany, Hrazánky, Dobrošov, Mašov, Klisinec, Klisín a Níkovice, je uvedená při prodeji majetku zvíkovského panství v roce 1775. Poté byly majetkem rodu Hodějovských z Hodějova.
K Něžovicím dříve náležela dnes již zaniklá osada Skoronín. Nacházela se jihozápadním směrem od Jenišovic u Milevska. Ve středověku zde bývala osada Ale za třicetileté války utrpěla osada těžké ztráty vojenskými pochody. Další ztráty ves postihly během morové rány, která tento kraj postihla v letech 1771–1772. V roce 1862 se připomíná již zpola zaniklý dvorec. Demolice hospodářské budovy byla provedena v roce 1975. Zde se natáčely exteriéry filmu podle Vladislava Vančury Luk královny Dorotky v roce 1969.
Při stavbě silnice z Milevska zde bylo vykopané velké množství kosterních pozůstatků. Zřejmě zde byl v době morové epidemie hřbitov, když milevský hřbitov kapacitně nepostačoval.
Sbor dobrovolných hasičů byl v obci založený od roku 1914.
V roce 1926 zde bylo evidováno 25 popisných čísel a 171 obyvatel. V roce 1930 to bylo 149 obyvatel a 25 domů.

## Obyvatelstvo
| Rok            | 1869 | 1880 | 1890 | 1900 | 1910 | 1921 | 1930 | 1950 | 1961 | 1970 | 1980 | 1991 | 2001 | 2011 | 2021 |
| -------------- | ---- | ---- | ---- | ---- | ---- | ---- | ---- | ---- | ---- | ---- | ---- | ---- | ---- | ---- | ---- |
| Počet obyvatel | 160  | 131  | 154  | 159  | 172  | 157  | 149  | 78   | 80   | 62   | 56   | 44   | 36   | 42   | 45   |
| Počet domů     | 22   | 22   | 23   | 26   | 25   | 25   | 25   | 25   | 19   | 18   | 16   | 19   | 19   | 18   | 18   |

## Obecní správa
Při sčítání lidu v letech 1850–1923 Něžovice byly osadou obce Dmýštice v okrese Milevsko. V letech 1924–1961 byly samostatnou obcí v okrese Milevsko. V letech 1962–1984 byly znovu částí obce Dmýštice v okrese Písek. Od 1. ledna 1985 jsou částí města Milevsko v okrese Písek.

## Pamětihodnosti

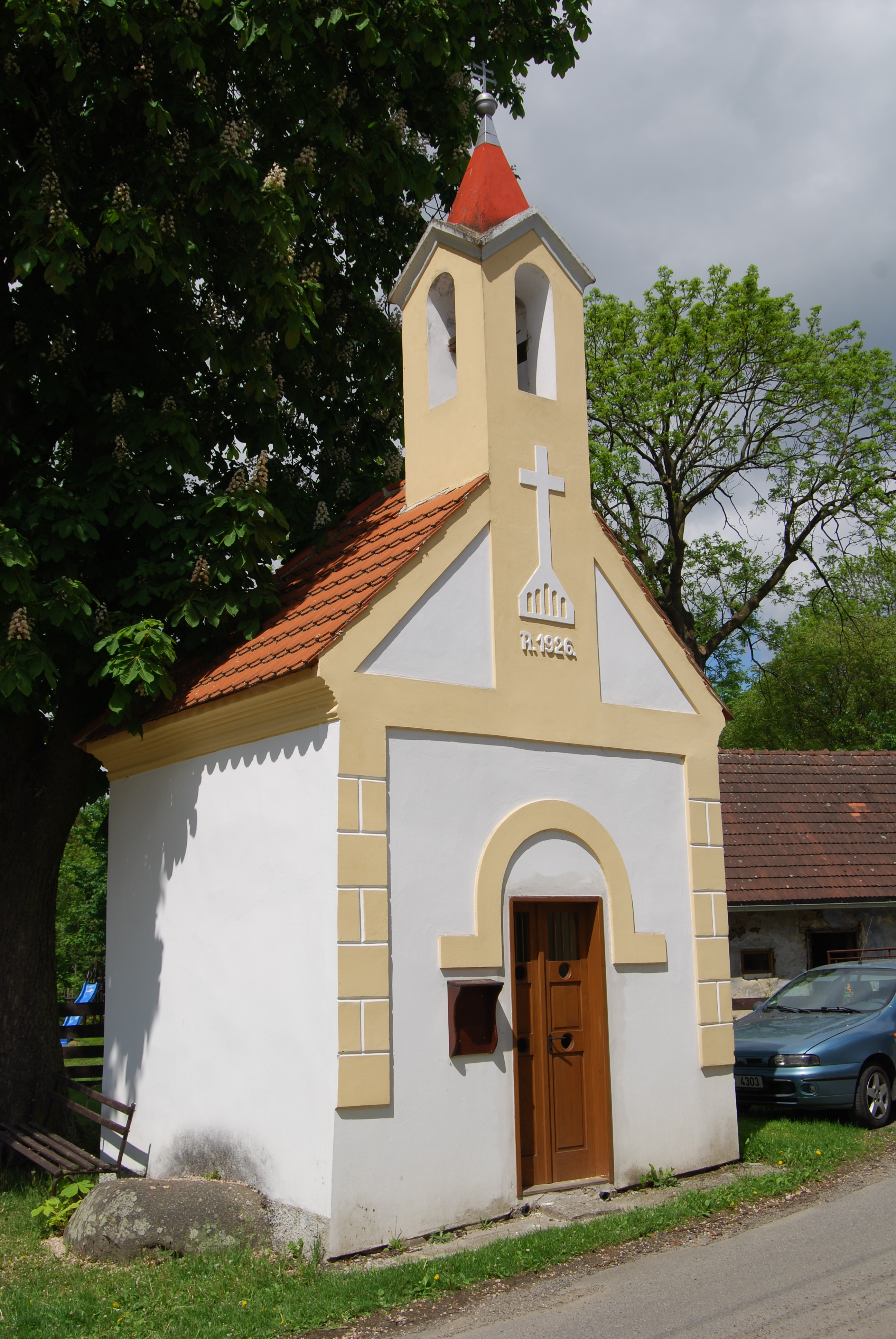
Návesní kaple

- Kaple na návsi u rybníka z roku 1840 je zasvěcena svatému Janu Nepomuckému.[10]
- Jižně od vesnice se nachází přírodní památka Boukal.